# 迪托电信
迪托电信（英语：Dito Telecommunity Corporation，品牌化名称为DITO），前称棉兰老伊斯兰电话公司股份有限公司（Mindanao Islamic Telephone Company, Inc.，简称Mislatel），是菲律宾的一家电信公司，同时涉足多媒体与信息技术业务。该公司是由DITO CME控股公司与中国电信集团有限公司组成的联盟。其中，DITO CME控股公司是优丹纳集团（Udenna Corporation）的子公司，优丹纳集团由达沃市企业家 黃書賢/丹尼斯·吴（Dennis Uy）拥有；而中国电信集团有限公司则是中国大陆政府所有的国有企业，亦是中国电信股份有限公司的母公司。
该联盟被认为是菲律宾政府主导的招标项目中唯一中标者，因此获得资格成为菲律宾第三大主要电信运营商，挑战菲律賓長途電話公司与环球电信长期形成的双头垄断格局。
迪托电信于2021年3月8日开始正式商业运营。该公司通过其4G LTE和LTE-A网络提供无线商业服务，目前正在菲律宾重点地区部署5G网络。截至2023年8月，迪托的移动用户总数已达到774万。该公司在正式推出后三个月用户数量突破100万时，曾向每位用户赠送1GB免费流量作为纪念。